# Tramwaje w Hongkongu

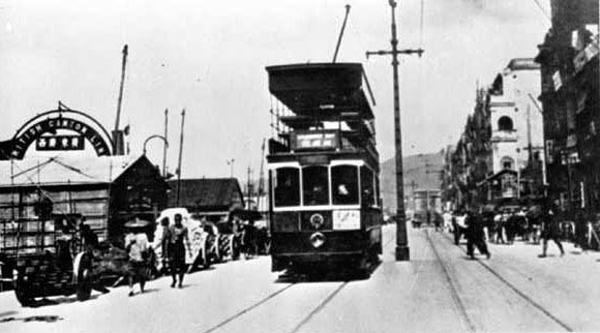
Tramwaj na Connaught Road West w latach 30. XX wieku

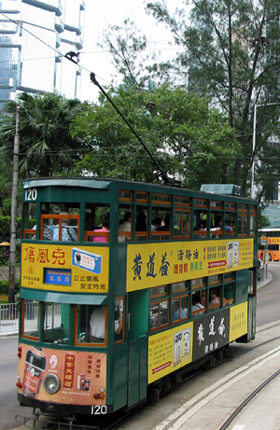
Hongkoński tramwaj piętrowy #120, jeden z dwóch tramwajów, którym przywrócono wygląd z lat 50. XX wieku

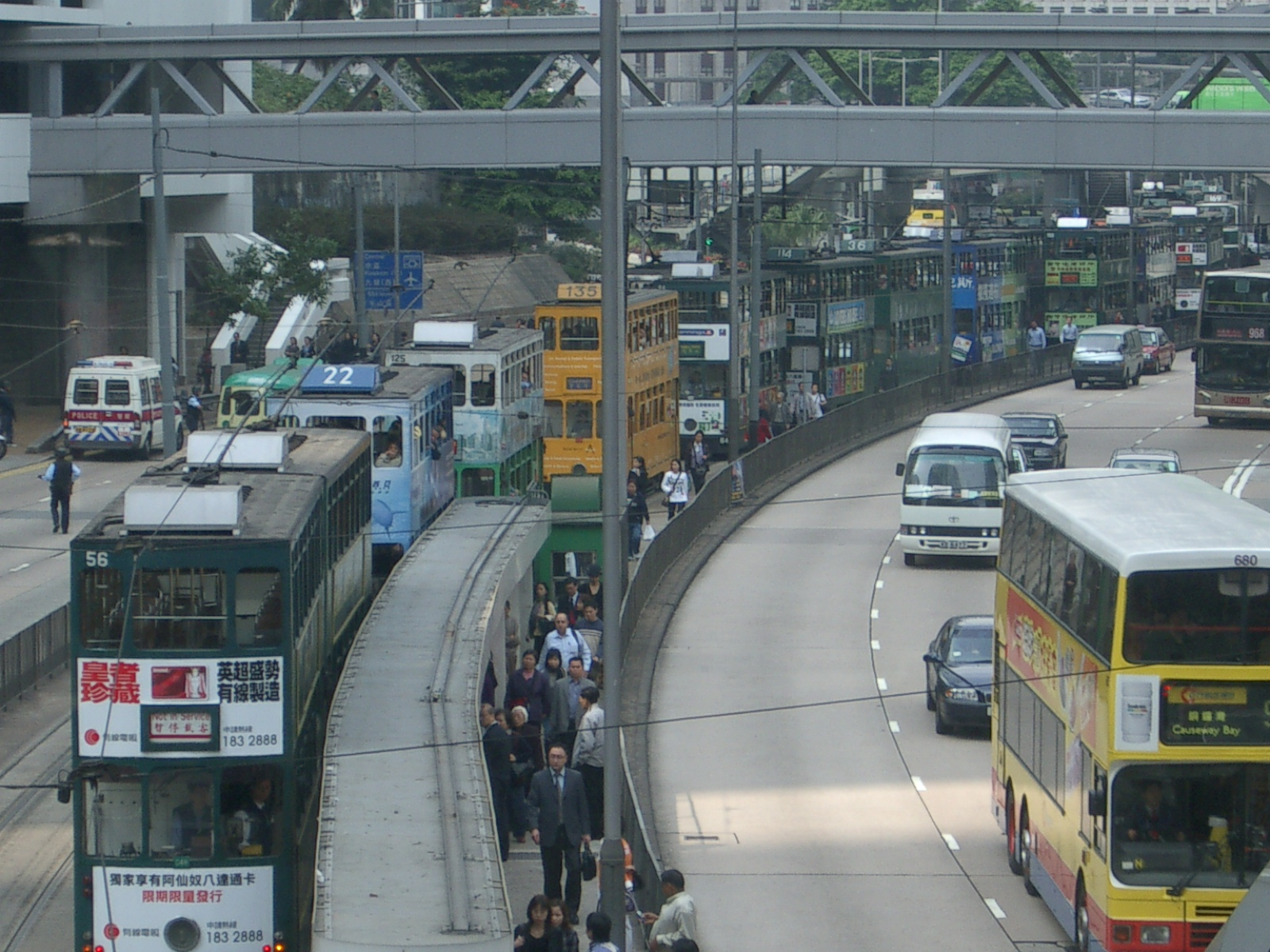
Awarie tramwajów skutkują tworzeniem się ogromnych korków drogowych

Tramwaje w Hongkongu (chiński: 香港電車) – sieć tramwajowa funkcjonująca na obszarze miasta Hongkong, jedna z najstarszych form publicznego transportu zbiorowego w mieście. Właścicielem oraz operatorem systemu jest firma RATP Dev. Tramwaje kursują obecnie na wyspie Hongkong, łącząc Shau Kei Wan w dzielnicy Eastern oraz Kennedy Town na zachodnim krańcu północnego wybrzeża wyspy Hongkong, w dzielnicy Central and Western, obsługując po drodze pętlę na osiedlu Happy Valley w dzielnicy Wan Chai.
Tramwaje w Hongkongu nie są jedynie istniejącym ponad 100 lat środkiem transportu umożliwiającym przemieszczanie się po mieście, lecz stanowią także dużą atrakcję turystyczną. Według operatora są jednym z najbardziej ekologicznych środków transportu miejskiego. Jest to jedyny na świecie system tramwajowy, który jest obsługiwany wyłącznie przez tramwaje piętrowe.

## Historia
Sieć tramwajowa w Hongkongu od samego początku obsługiwana była przez tramwaje elektryczne. 

### Kronika
| Lata | Wydarzenia |
| ---- | --- |
| 1881 | Pierwsze plany uruchomienia sieci tramwajowej w Hongkongu. |
| 1901 | Władze miejskie wyrażają zgodę na budowę sieci tramwajowej. |
| 1902 | Powstaje spółka Hong Kong Tramway Electric Company Limited. |
| 1902 | Zmiana nazwy firmy na Electric Traction Company of Hong Kong Limited. |
| 1903 | Rozpoczęto budowę odcinka jednotorowego od Kennedy Town do Causeway Bay. W późniejszym czasie linię wydłużono do Shau Kei Wan. |
| 1904 | Części do pierwszych 26 wagonów tramwajowych zostały wyprodukowane w Wielkiej Brytanii. Montaż miał miejsce w Hung Hom. Wszystkie wagony były parterowe. 10 tramwajów zaprojektowano dla pasażerów 1 klasy, natomiast pozostałe powstały dla pasażerów podróżujących 3 klasą. Przedział 1 klasy posiadał dwie ławki po obu stronach pudła w jego środkowej części oraz dwa otwarte pomosty na końcach. Ówczesne wagony mogły przewieźć do 32 pasażerów. Opłata za przejazd wagonem 1 klasy wynosiła 10 centów, natomiast za przejazd 3 klasą należało zapłacić 5 centów. Początkowo operator planował podzielenie wagonów na 3 klasy, lecz w późniejszym czasie zdecydowano się wprowadzić jedynie 2. |
| 1910 | Nazwę firmy zmieniono na The Hongkong Tramway Company Limited. |
| 1912 | Z powodu wzrastającego zapotrzebowania pasażerów na przejazd tramwajami, pierwszy wagon piętrowy wprowadzono w 1912. Przedział pierwszej klasy zajmował pomost górny oraz 1/3 pomostu dolnego. Ogółem wyprodukowano 10 takich tramwajów. |
| 1922 | Elektryczność zaczyna być dostarczana przez Hong Kong Electric Co. Ltd (HEC). Nazwę operatora zmieniono na Hongkong Tramways Limited. |
| 1932 | Uruchomiono zajezdnię North Point Depot. |
| 1941 | Początek japońskiej okupacji Hongkongu. Ograniczono kursowanie tramwajów. W ciągu dnia kursowało jedynie 12 wagonów tramwajowych od Causeway Bay do Western Market. Jeden wagon parterowy używany był do przewozu towarów |
| 1945 | Po trzech latach i ośmiu miesiącach okupacji japońskiej, stan taboru wynosił 109 tramwajów, lecz w eksploatacji pozostawało jedynie 15 z nich. Do października 1945 r. eksploatowano 40 sztuk. |
| 1949 | W sierpniu zakończono dobudowę drugiego toru na trasie tramwaju. |
| 1950 | Początek produkcji tramwajów na własną rękę. |
| 1954 | Zajezdnia North Point Depot została zamknięta, natomiast zajezdnię Russell Street Depot rozbudowano i przemianowano na Sharp Street Depot. |
| 1964 | Rozpoczęto eksploatację trzech własnych tramwajów oraz jednej doczepy. |
| 1965 | Wprowadzono do ruchu liniowego 10 parterowych wagonów doczepnych. Doczepy były przeznaczone wyłącznie dla pasażerów pierwszej klasy. Każdy z wagonów mógł jednorazowo przewieźć 36 pasażerów. |
| 1966 | Wprowadzenie 22 nowych doczep do eksploatacji. Ostatnie z nich wycofano w 1982 r. |
| 1967 | Wyprodukowano ostatni wagon doczepny. |
| 1972 | Zniesiono podział przedziałów na klasy. |
| 1974 | The Hong Kong Tramways Limited acquired by Wharf Holdings. |
| 1976 | Montaż automatów płatniczych. Automaty zainstalowano przy kabinie motorniczego. Pasażerowie uiszczali opłatę przy wysiadaniu z wagonu. Zainstalowano obrotowe bramki w tylnych drzwiach. |
| 1986 | Rozpoczęto remonty tramwajów. |
| 1989 | Zajezdnia Sharp Street została zamknięta; jej zadania przejęły Sai Wan Ho oraz Whitty Street. |
| 1992 | Dwa tramwaje piętrowe wyeksportowano do Birkenheadu w Wielkiej Brytanii. |
| 2000 | Wprowadzono kolorowe tablice z nazwą stacji końcowej. |
| 2000 | 24 października uruchomiono tramwaj "Millenium", który został zaprojektowany i zbudowany przez specjalną grupę inżynierów. |
| 2001 | Wprowadzono system płatności kartą elektroniczną w tramwajach. |
| 2004 | Tramwaje w Hongkongu świętują 100 lat funkcjonowania. |
| 2007 | Zamontowano schemat sieci tramwajowej na każdym przystanku na trasie. |
| 2008 | Zainstalowano klimatyzację w tramwaju #128. |
| 2009 | 50% udziałów i praw do transportu tramwajowego przejmuje Veolia Transport. W późniejszym czasie staje się właścicielem. |
| 2011 | 28 października wprowadzono do eksploatacji siódmą generację hongkońskich tramwajów. Wprowadzone modele charakteryzowały się nowoczesnym wnętrzem; wygląd zewnętrzny nawiązywał do starszych tramwajów. |
| 2014 | Tramwaje w Hongkongu świętują 115. rocznicę uruchomienia. |
| 2015 | Na skutek otwarcia nowej linii metra West Iland, liczba przewożonych pasażerów w ciągu dnia spada o 10% do 180 000. |

### Właściciel
Kolejni właściciele:
- Hong Kong Tramway Electric Company Limited 1904–1974;
- The Wharf (Holdings) 1974–2009; utrzymała 50% udziałów od 2009 do 2010;
- Veolia Transport 2010;
- od kwietnia 2010 do września 2020 Hong Kong Tramways, Limited (HKT) była w całości własnością RATP Dev Transdev Asia (RDTA);
- w 2020 roku RATP Dev Group przejęła pełną kontrolę nad RDTA i od tego czasu jest w pełni właścicielem HKT[4].

## Linie tramwajowe

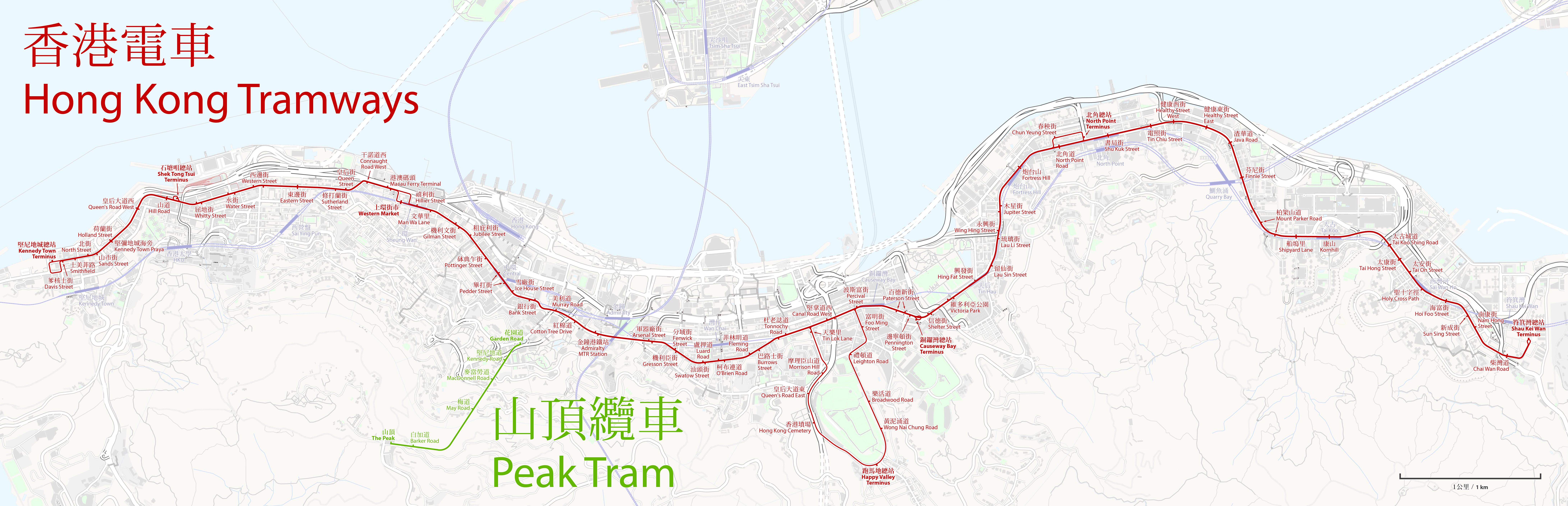
Mapa linii tramwajowych wraz z terminalami i ważniejszymi przystankami tramwajowymi

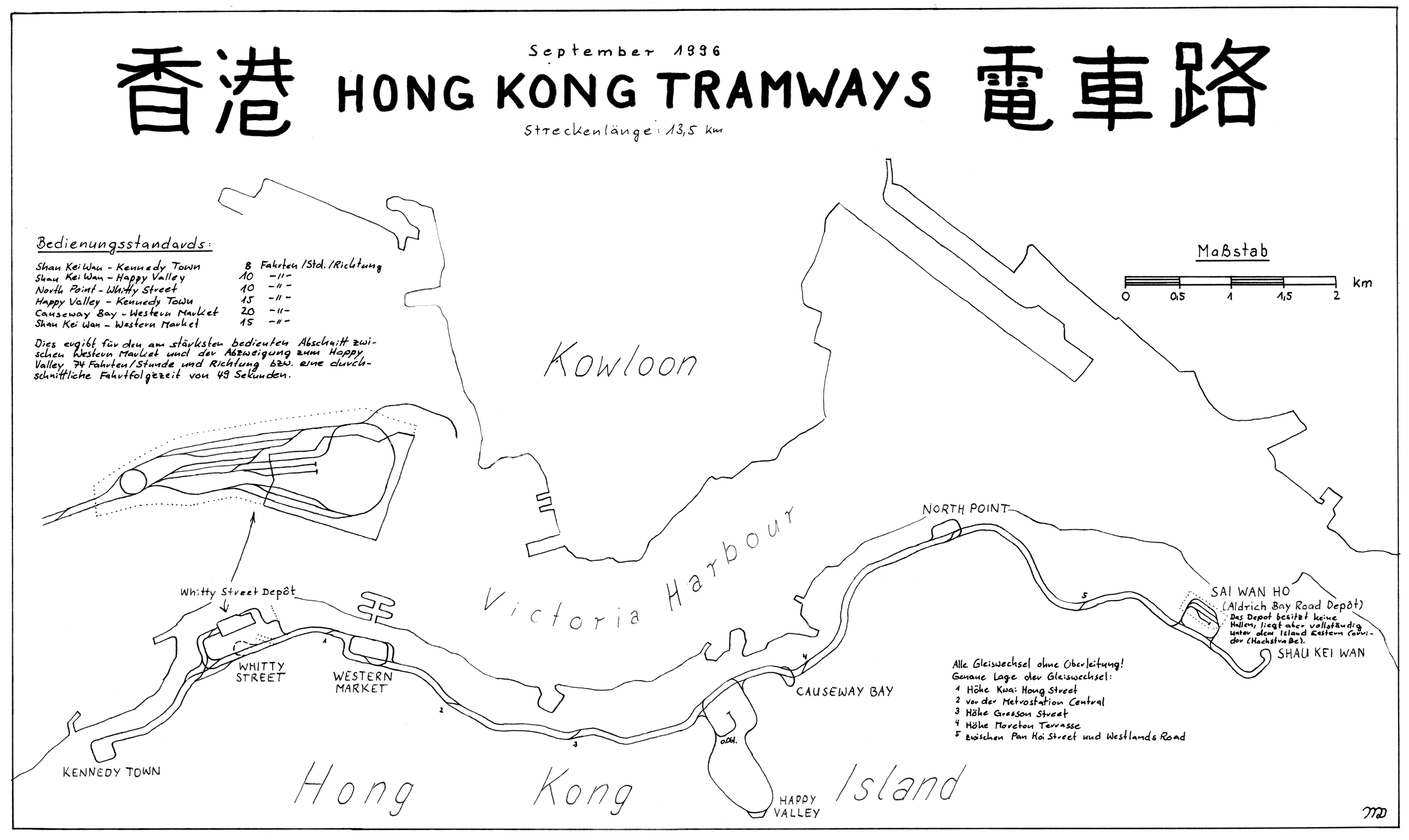
Schemat torowisk

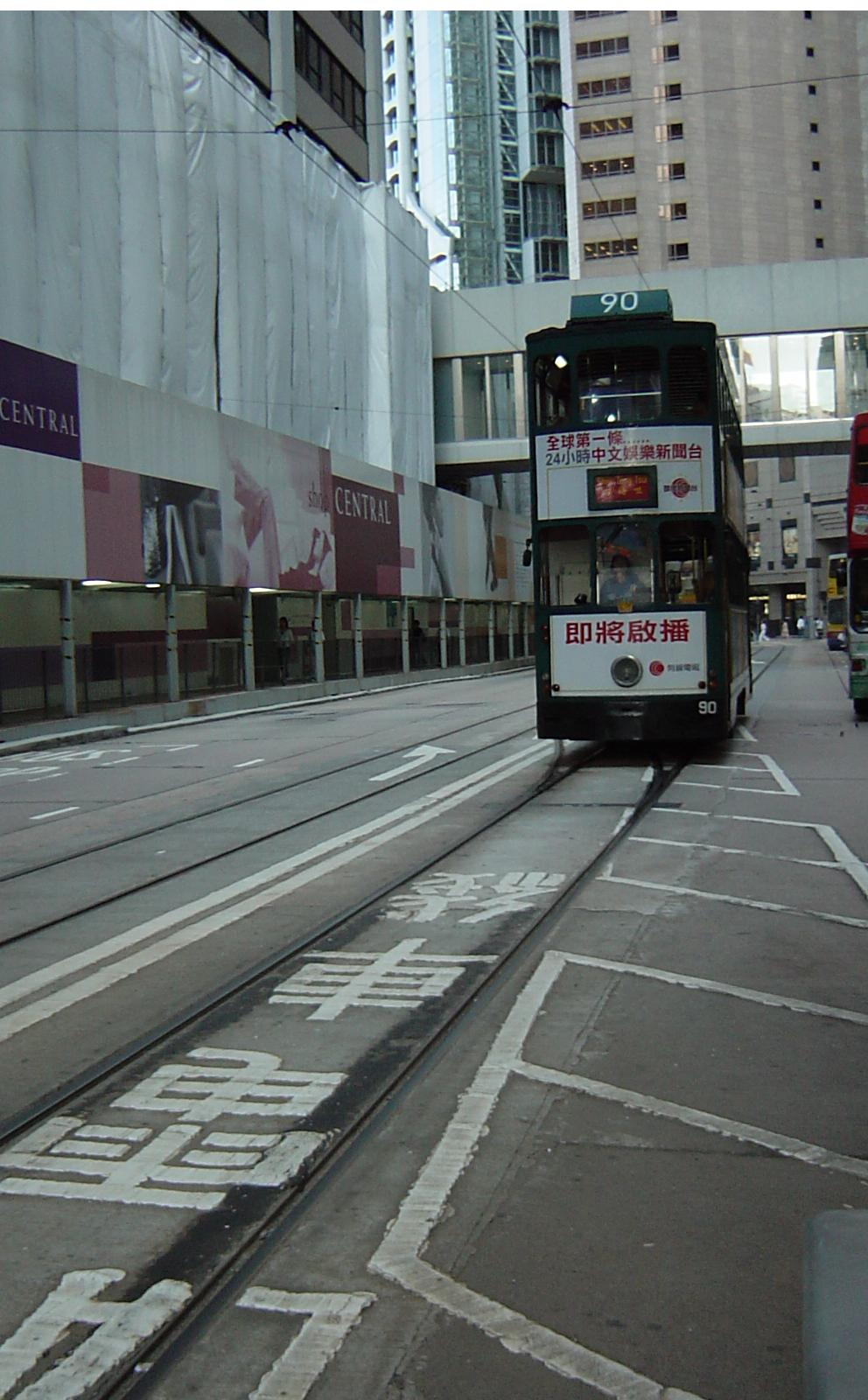
Napis na trasie tramwaju po chińsku: 電車綫 oraz po angielsku: TRAM LANE (pas ruchu tramwajowego)

Tramwaje kursują po dwutorowym torowisku wybudowanym wzdłuż północnego wybrzeża wyspy Hongkong od części miasta Kennedy Town na zachodzie do Shau Kei Wan na wschodzie, przemierzając po drodze odcinek o długości 3 km okrążający osiedle Happy Valley.
Funkcjonuje 7 terminali tramwajowych, które według kolejności zachód-wschód, noszą nazwy: Kennedy Town, Shek Tong Tsui, Sheung Wan (Western Market), Happy Valley, Causeway Bay, North Point and Shau Kei Wan; niektóre przystanki pośrednie, jak Sai Ying Pun, Admiralty MTR Station, Wan Chai oraz Victoria Park wyposażone są w awaryjne rozjazdy, które umożliwiają zawrócenie tramwaju w razie wystąpienia awarii na trasie.
Istnieje sześć głównych linii tramwajowych:
- Shau Kei Wan ↔ Western Market
- Shau Kei Wan ↔ Happy Valley
- Shau Kei Wan ↔ Kennedy Town
- North Point ↔ Whitty Street
- Happy Valley ↔ Kennedy Town
- Causeway Bay ↔ Whitty Street
- Western Market ↔ Kennedy Town

| Godziny kursowania                                              |            |                |             |                       |
| Początek                                                        | Okręg      | Dni powszednie | Soboty      | Niedziele i dni wolne |
| Kennedy Town                                                    | eastbound  | 05:10–23:54    | 05:07–23:57 | 05:12–23:54           |
| Western Market                                                  | eastbound  | 06:00–00:02    | 06:01–00:00 | 06:13–00:00           |
| Happy Valley                                                    | eastbound  | 06:34–23:10    | 06:34–23:10 | 06:34–23:10           |
| Happy Valley                                                    | west bound | 05:59–00:37    | 06:00–00:40 | 06:04–00:37           |
| North Point                                                     | westbound  | 06:07–23:17    | 05:20–23:17 | 06:07–23:17           |
| Shau Kei Wan                                                    | westbound  | 05:58–23:55    | 05:58–23:36 | 05:56–23:36           |
| średnia częstotliwość kursowania w godzinach szczytu: 90 sekund |            |                |             |                       |

| Czas przejazdu w minutach |                |              |              |             |              |
|                           | Western Market | Causeway Bay | Happy Valley | North Point | Shau Kei Wan |
| Kennedy Town              | 23             | 55           | 60           | 70          | 80           |
| Western Market            | –              | 35           | 40           | 50          | 58           |
| Causeway Bay              | 40             | -            | 5            | 35          | 42           |
| Happy Valley              | 35             | 5            | -            | 15          | 25           |
| North Point               | 50             | 15           | 35           | -           | 15           |

## Bilety
Obecnie (XI 2021) opłata za przejazd osoby dorosłej wynosi: HK$ 2,60, HK$ 1,30 – dzieci od 3 do 12 roku życia oraz HK$ 1,20 – seniorów powyżej 65 lat. W przeciwieństwie do innych form transportu w Hongkongu, opłata jest niezależna od ilości przejechanych przystanków. Bilety miesięczne kosztują HK$ 220; można je kupić na stacjach Shek Tong Tsui, Causeway Bay oraz North Point pod koniec każdego miesiąca.
Opłatę za przejazd pasażerowie uiszczają w specjalnym automacie, możliwa jest także płatność kartą Octopus. Bramka przy wejściu do tramwaju oraz monitoring zapobiegają przejazdom osób, które nie zapłaciły za podróż.
Istnieje możliwość wypożyczenia tramwaju zabytkowego. Zabytkowe tramwaje z otwartymi pomostami są wykorzystywane w czasie imprez. Turyści również mają możliwość przejazdu tramwajami z odkrytym pomostem dzięki wycieczkom, które organizuje Hong Kong Tourism Board.

## Tabor

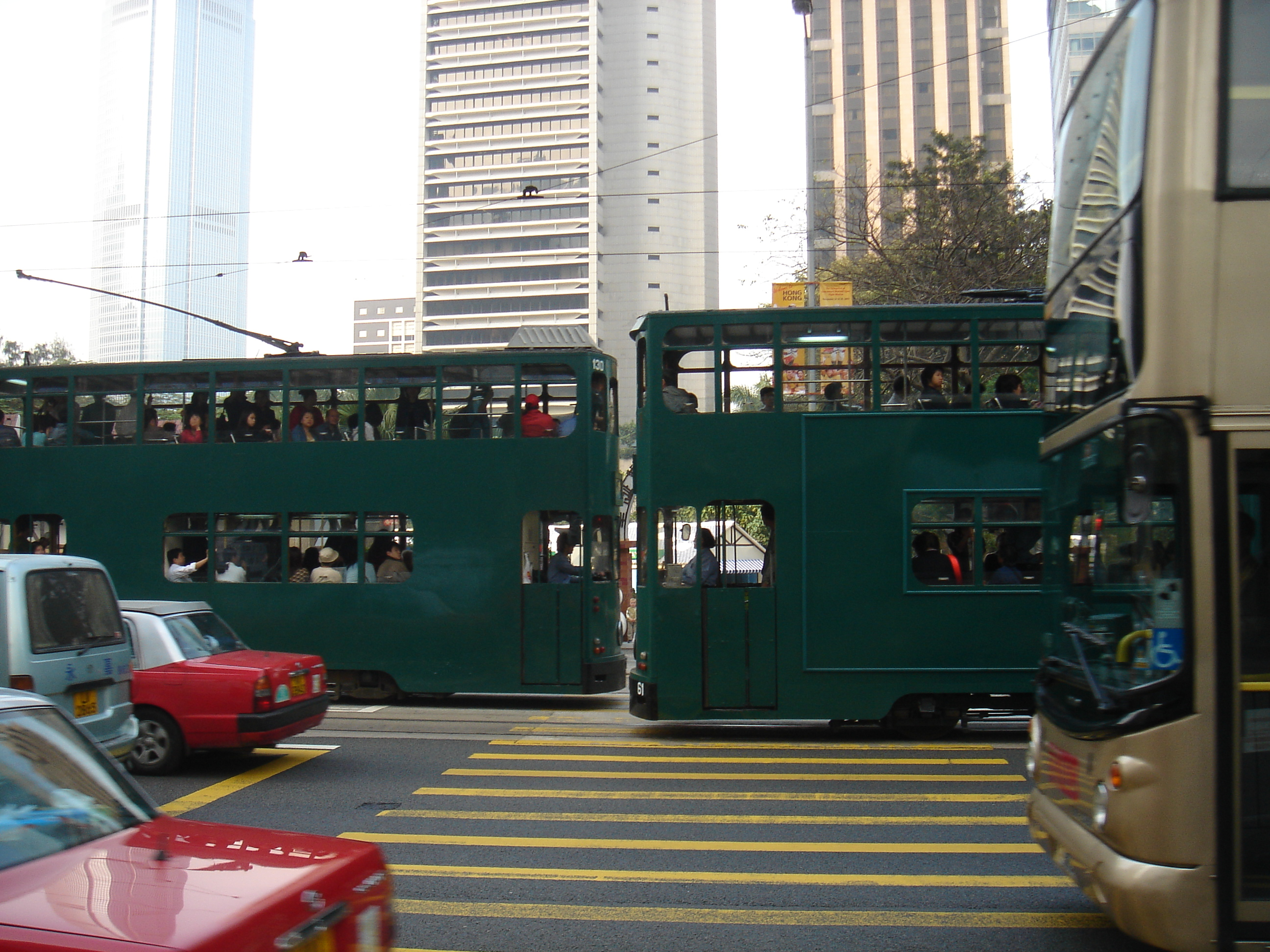
Mijające się tramwaje na Statue Square w centrum miasta

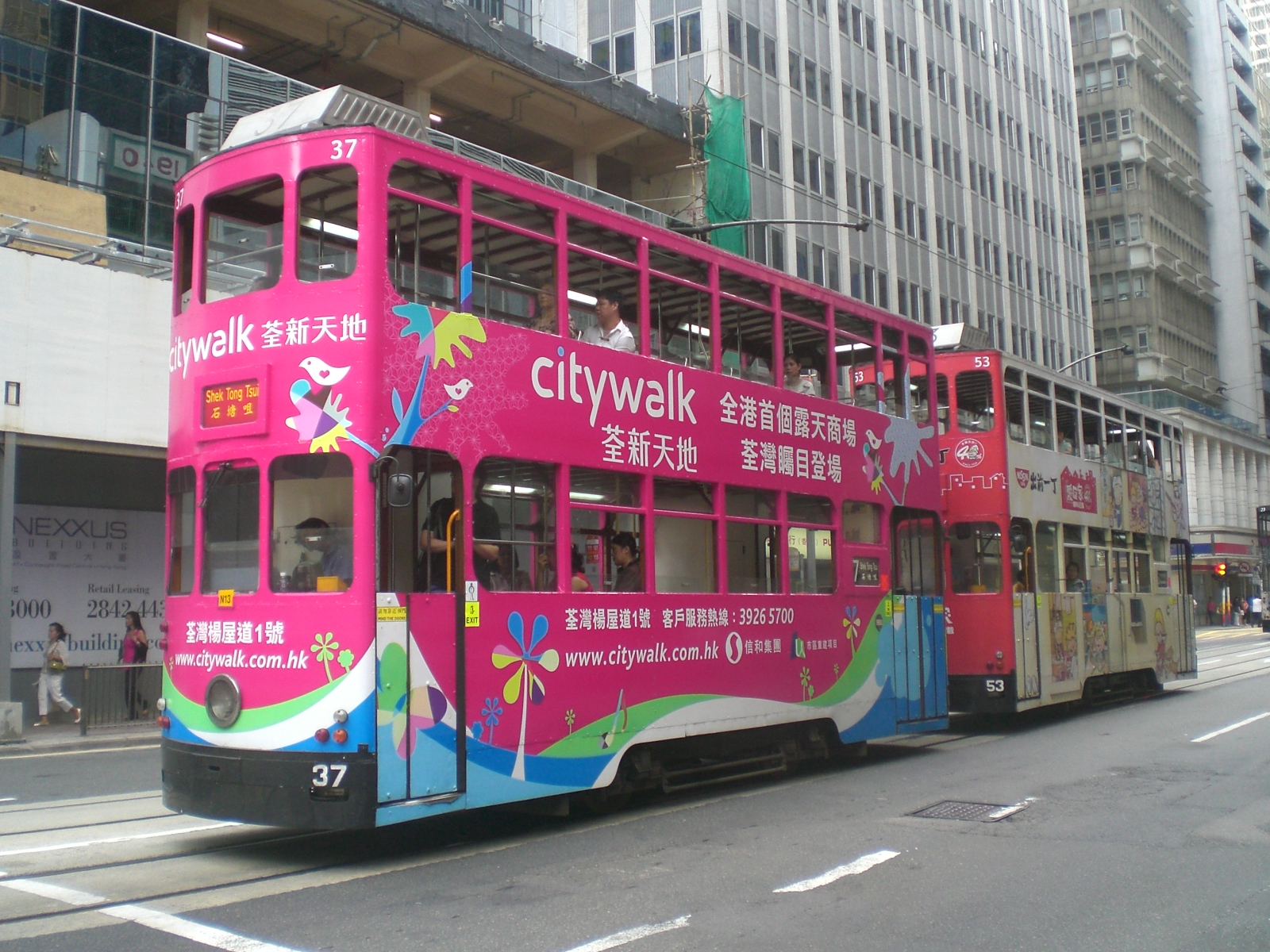
Wagony tramwajowe są w całości pokryte reklamami

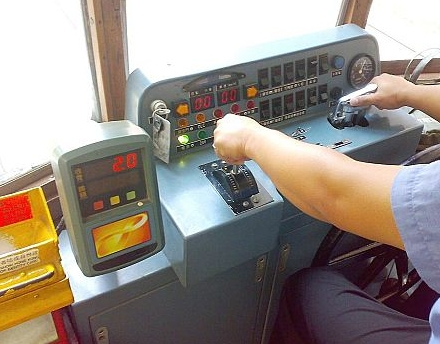
Zmodernizowany pulpit sterowniczy tramwaju

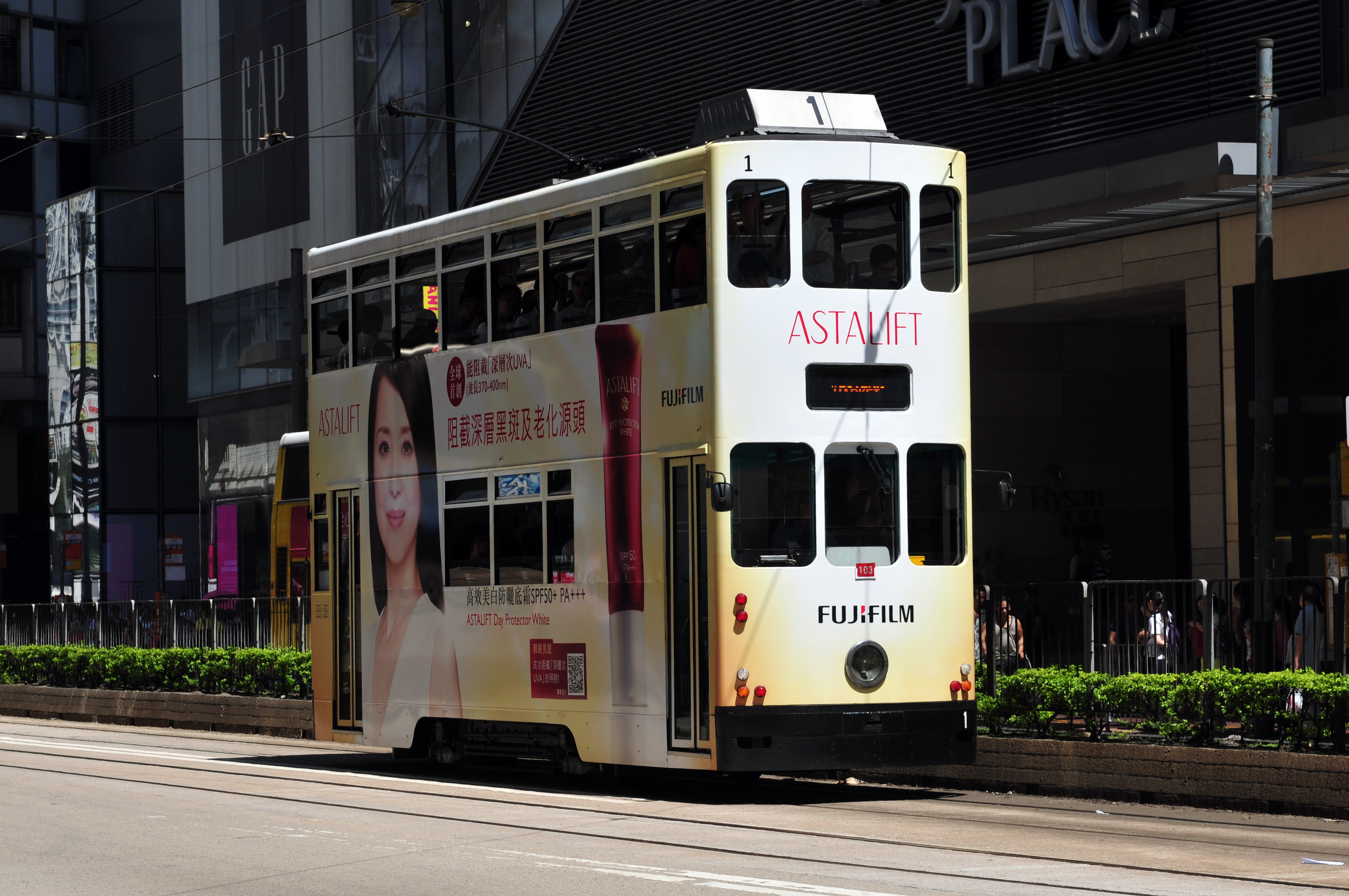
Tramwaj generacji VVVF

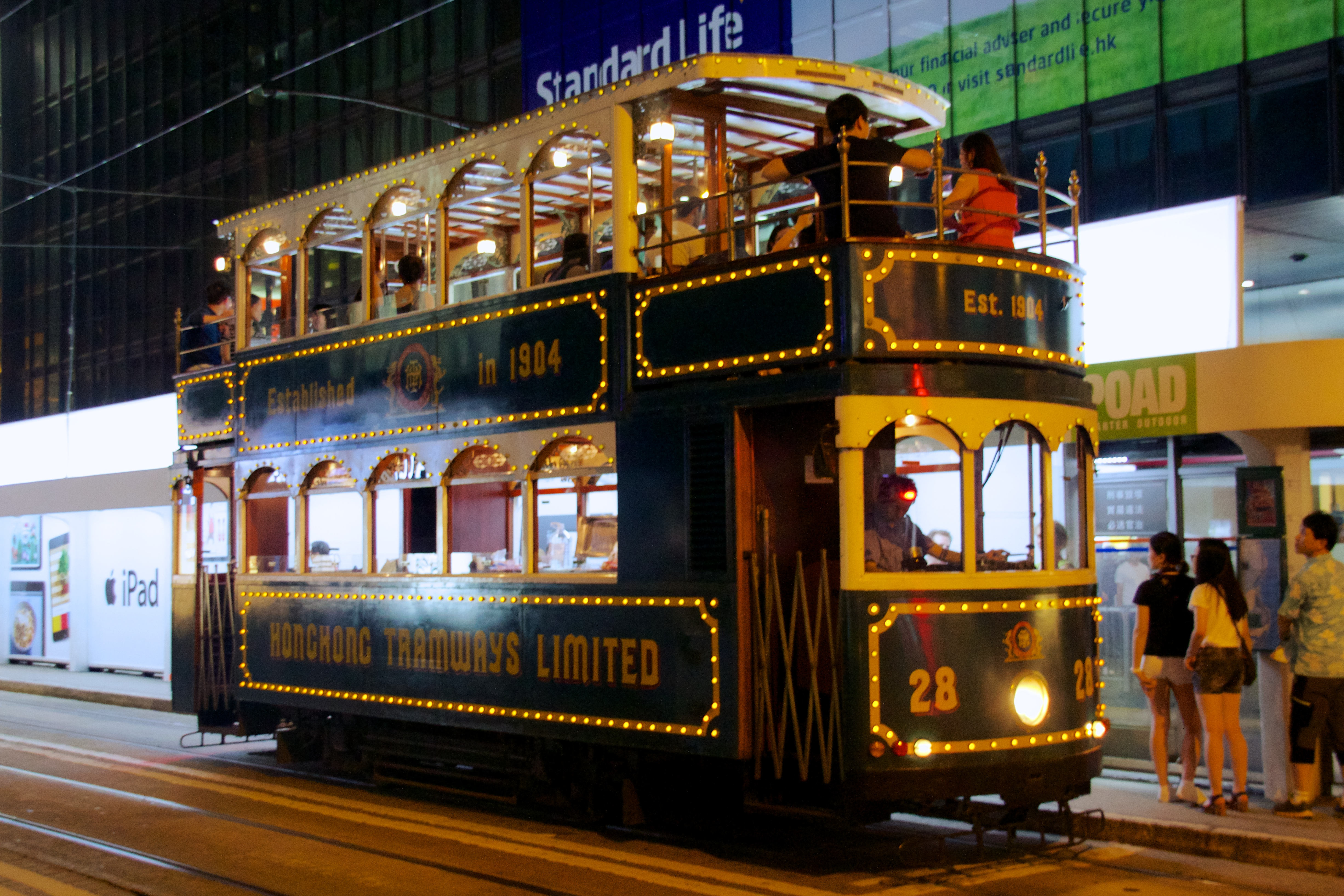
Tramwaj #28 z częściowo odkrytym pomostem górnym

Obecnie w eksploatacji znajdują się 163 dwuosiowe, piętrowe tramwaje, w tym dwa wagony z odkrytymi pomostami (posiadają one numery taborowe 28 oraz 128) przeznaczone dla turystów lub do wypożyczenia. Użytkowane są także trzy tramwaje techniczne (numery taborowe 200, 300 i 400).
Mieszkańcy Hongkongu nazywają czasem tramwaj „Ding Ding” (chiński: 叮叮) - jest to onomatopeja sygnału dźwiękowego tramwajów, który używany jest do ostrzegania pieszych przed nadjeżdżającym wagonem. Wyrażenie „Ding Ding” używane jest dziś w odniesieniu do całego systemu tramwajowego, np. wyrażenie „podróżować tramwajem” (chiński: 搭電車) zastępuje się słowami „podróżować ding ding” (搭叮叮).
Hongkong jest jedynym miastem na świecie, które eksploatuje wyłącznie tramwaje piętrowe. Większość tramwajów pozostających w ruchu liniowym zostało zmodernizowanych w latach 1987-1992. Otrzymały one wówczas przesuwane okna. W pierwszej dekadzie XXI wieku, tramwaje zostały ponownie zmodernizowane w celu zapewnienia pasażerom bezpieczeństwa. Prawie wszystkie wagony posiadają obecnie całopojazdowe reklamy.
Wykaz tramwajów eksploatowanych w Hongkongu w poszczególnych latach
| Producent/Model | Opis                                                                           | Liczba, szt. | Początek eksploatacji                                   | Zakończenie eksploatacji                                    | Uwagi                                                                                               |
| Dick, Kerr & Company of Preston, England (#1–16, #27-36) oraz Electric Railway & Tramway Works Limited of Preston (#17–26) pierwsza generacja | wagony parterowe – drewniane                                                   | 36 (zredukowana do 18 w 1912-1913, następnie do 14 w 1923) | 1904–1905                                               | 1935                                                        | |
| United Electric Car Company of Preston, England & Hong Kong and Whampoa Dock Co.of Kowloon, Hong Kong - druga generacja                       | wagony piętrowe – drewniane                                                    | 28 (10 nowych 18 przebudowanych z parterowych) | 1912–1913                                               | 1924 (przebudowane)                                         | otwarty pomost górny                                                                                |
| English Electric Company Preston, England & Hong Kong and Whampoa Dock Co.of Kowloon, Hong Kong - trzecia generacja                           | wagony piętrowe – drewniane                                                    | 48 (44 nowe, 4 przebudowane z parterowych) | 1923–1924                                               | 1930                                                        | |
| Hong Kong Tramways, Hong Kong - czwarta generacja (przedwojenna)                                                                              | wagony piętrowe – drewniane                                                    | 119 (57 nowych, 62 przebudowane z innych tramwajów) | 1925–1949                                               | 1955                                                        | 62 tramwaje przebudowano z 14 pierwszej generacji oraz 48 trzeciej generacji                        |
| Hong Kong Tramways, Hong Kong - piąta generacja (w stylu z lat 50. XX wieku)                                                                  | wagony piętrowe – poszycie aluminiowe, rama z teczyny                          | 163 (43 nowe, 1 przebudowany w 1979 z doczepy biernej #1, pozostałe przebudowane z istniejących tramwajów) | 1949 (original #120), 1950-1964 (#121-162), 1979 (#163) | 1992                                                        | |
| Hong Kong Tramways, Hong Kong - szósta generacja (wygląd współczesny)                                                                         | wagony piętrowe – poszycie aluminiowe, rama z teczyny                          | 157 – #120 (przebudowany w latach 90. na styl lat 50. XX wieku) oraz pozostałe z lat 80. XX wieku (#1–27, 29–43, 45–119, 121–127, 129–143, 145–150, 151–163, 165–166)                                                                          | przebudowy od 1986, 1987 – 1992                         |                                                             | |
| Hong Kong Tramways, Hong Kong Millennium | wagony piętrowe – stop aluminium                                               | 4 (3 w eksploatacji) – #168–171 | 2000                                                    |                                                             | W tramwaju #171 testowano klimatyzację, #168 przebudowano na pojazd VVVF.                           |
| Hong Kong Tramways, doczepy | wagony doczepne – stop aluminium, (#1 – poszycie aluminiowe, rama z teczyny)   | 22 | 1964, 1965-1966                                         | 1982 (ocalał wagon #1, który przebudowano na piętrowy #163) | doczepy bierne                                                                                      |
| Hong Kong Tramways, Hong Kong - wagon techniczny                                                                                              | wagon parterowy                                                                | 1 – #200 (pierwsza generacja) | 1956                                                    | 1984                                                        | |
| Hong Kong Tramways, Hong Kong - wagony techniczne                                                                                             | wagony piętrowe                                                                | 3 – #200, #300 oraz #400 |                                                         |                                                             | |
| Hong Kong Tramways, Hong Kong - wagony do wynajęcia                                                                                           | zabytkowe tramwaje piętrowe – poszycie aluminiowe, rama z teczyny              | 2 – #28 and 128 | 1985, 1987                                              |                                                             | Przeznaczone tylko do wynajęcia                                                                     |
| Hong Kong Tramways, Hong Kong - pierwsza partia tramwajów VVVF                                                                                | wagony piętrowe – stop aluminium, (#172 – poszycie aluminiowe, rama z teczyny) | 48 – #1, #11, #13, #19, #23, #32, #36, #40-42, #49, #52, #56, #58, #60, #64, #66, #69, #70, #74, #77, #79, #88, #95, #99, #101, #108, #109, #116, #118, #122, #129, #132, #133, #137, #141, #143, #146, #148, #155, #157, #158, #168, #171–175 | 2009-2015                                               |                                                             | wygląd zewnętrzny wzorowany na tramwajach czwartej generacji, współczesne wnętrze, wyświetlacze LED |